# ガンガンpixiv
『ガンガンpixiv』は、スクウェア・エニックスとピクシブによるウェブコミック配信サイト。「pixivコミック」内で2017年2月22日より配信。毎週土曜日更新。

## 特徴
スクウェア・エニックス内の様々な編集部の編集者が流動的に参加している。
創刊ラインナップにも含まれている『幸色のワンルーム』をはじめとし、SNS発の漫画を商業化することも多く行っている。

## 現在の連載作品
| 作品名                                 | 作者         | 開始日         | 備考                                                    |
| -------------------------------------- | ------------ | -------------- | ------------------------------------------------------- |
| 推しが兄になりました                   | 隈浪さえ     | 2022年1月8日   | 『ガンガンONLINE』の遅れ連載                            |
| おじさまと猫                           | 桜井海       | 2018年2月17日  | 2019年より『月刊少年ガンガン』に移籍 移籍後も掲載を継続 |
| オタクも恋も連鎖する                   | 天色ちゆ     | 2019年2月16日  |                                                         |
| 休日のわるものさん                     | 森川侑       | 2018年12月15日 |                                                         |
| クールドジ男子                         | 那多ここね   | 2019年6月15日  |                                                         |
| 氷属性男子とクールな同僚女子           | 殿ヶ谷美由記 | 2019年7月13日  |                                                         |
| 幸色のワンルーム                       | はくり       | 2017年2月22日  |                                                         |
| 30歳まで童貞だと魔法使いになれるらしい | 豊田悠       | 2018年9月1日   |                                                         |
| 死神の花嫁―余命7日からの幸福―          | 一色箱       | 2022年12月17日 |                                                         |
| ショタくんとおじさん                   | tunral       | 2019年11月16日 |                                                         |
| 僕の部屋のユウ子さん                   | 武川展子     | 2023年3月18日  |                                                         |
| ヤンキーショタとオタクおねえさん       | 星海ユミ     | 2017年2月22日  | 『ガンガンONLINE』の遅れ連載                            |

## 過去の連載作品
| 作品名                                                     | 作者       | 開始日         | 終了日         | 備考                          |
| ---------------------------------------------------------- | ---------- | -------------- | -------------- | ----------------------------- |
| 悪魔さんとお歌                                             | 森下真     | 2019年9月14日  | 2020年10月17日 |                               |
| アラサーだけど、初恋です。                                 | 310        | 2018年5月12日  | 2021年9月11日  |                               |
| 井戸端は憑かれやすい                                       | 竹屋まり子 | 2017年10月21日 | 2018年11月17日 |                               |
| うちの息子はたぶんゲイ                                     | おくら     | 2019年8月17日  | 2023年6月3日   |                               |
| オタカレ腐女カノ                                           | 忍         | 2018年3月17日  | 2018年12月22日 | 『月刊ガンガンJOKER』より移籍 |
| おとぎの孫                                                 | 澄谷ゼニコ | 2018年1月20日  | 2020年12月19日 |                               |
| 鬼さんの所へ参りました                                     | 雨沢もっけ | 2019年1月12日  | 2019年8月3日   |                               |
| オネェ課長たまきさん〜オネェは社畜を救う〜                 | 高瀬雛     | 2018年10月13日 | 2020年10月10日 |                               |
| 鬼島さんと山田さん                                         | 星見SK     | 2019年2月16日  | 2023年7月22日  |                               |
| ギャルとぼっち                                             | 朝日夜     | 2020年6月6日   | 2021年6月5日   |                               |
| 口裂け姐さん                                               | 櫻日和鮎実 | 2019年5月11日  | 2021年4月24日  |                               |
| ゲーム脳カップル                                           | 小賀ちさと | 2019年4月13日  | 2019年6月22日  |                               |
| この国の不幸に仕えて                                       | 鷹来タラ   | 2019年7月13日  | 2020年11月14日 |                               |
| これだからゲーム作りはやめられない!                        | たかし♂    | 2019年5月18日  | 2020年9月5日   |                               |
| 殺し屋だって見守りたい                                     | 隈浪さえ   | 2019年9月7日   | 2021年3月27日  |                               |
| 三年差                                                     | 島崎無印   | 2018年8月18日  | 2020年12月12日 |                               |
| 三白眼ちゃんは伝えたい。                                   | 空翔俊介   | 2018年10月13日 | 2022年3月19日  |                               |
| JKと家庭教師                                               | ミキマキ   | 2018年9月15日  | 2020年12月12日 |                               |
| 死後の世界でも死ぬまで働く話                               | 山口えいと | 2019年5月22日  | 2021年12月25日 |                               |
| 13年後の君                                                 | 餅田まか   | 2019年1月12日  | 2022年3月26日  |                               |
| 14歳でも幸せにします!                                      | 310        | 2018年5月12日  | 2018年7月14日  |                               |
| 少年の初恋は美少女♂でした。                                | 小林キナ   | 2019年7月6日   | 2020年12月12日 |                               |
| 旦那さんはオネェさん                                       | mako       | 2017年2月22日  | 2018年8月18日  |                               |
| ちょっとだけ変な世界でアルバイト                           | 山北東     | 2020年9月5日   | 2020年11月7日  |                               |
| ツン甘な彼氏                                               | 星見SK     | 2018年9月8日   | 2021年6月19日  |                               |
| 10th                                                       | 伊鳴優子   | 2019年8月3日   | 2020年10月31日 |                               |
| とある店員と客の話                                         | 幸子       | 2020年4月11日  | 2021年8月21日  |                               |
| 通りがかりにワンポイントアドバイスしていくタイプのヤンキー | おつじ     | 2019年2月16日  | 2022年7月30日  |                               |
| ときいろ家族                                               | 淡沢さわ   | 2019年8月18日  | 2019年10月26日 |                               |
| 仲の悪い許嫁の話                                           | 鉢谷くじら | 2019年12月14日 | 2020年11月21日 |                               |
| なにがなんでもハッピーエンド〜立葵作品集〜                 | 立葵       | 2019年8月10日  | 2019年10月5日  |                               |
| BLマンガ脳妹×少女マンガ脳兄                                | 鳥原習     | 2019年4月13日  | 2020年11月14日 |                               |
| 不完全な人の為に                                           | 東385      | 2017年2月22日  | 2017年11月18日 |                               |
| 腐男子家族                                                 | すずり街   | 2019年1月12日  | 2022年9月17日  |                               |
| 僕の彼女は布団系女子です。                                 | 埜生       | 2019年7月20日  | 2019年10月5日  |                               |
| 元カレが腐男子になっておりまして。                         | 麦芋       | 2018年1月20日  | 2022年1月22日  |                               |
| ヤクザの大親分が幼女に生まれ変わった話                     | アメノ     | 2019年8月3日   | 2023年4月1日   |                               |
| やたらとイケメンな男子高校生の話                           | 栗田あぐり | 2020年4月18日  | 2020年8月15日  |                               |
| レンタルおにいちゃん                                       | 一色箱     | 2018年3月17日  | 2020年3月14日  |                               |
| 私のおっとり旦那                                           | 木崎アオコ | 2018年12月15日 | 2019年10月12日 |                               |

## 映像化作品

### アニメ化
| 作品                                   | 放送年 | アニメーション制作     | 備考 |
| -------------------------------------- | ------ | ---------------------- | ---- |
| クールドジ男子                         | 2022年 | studioぴえろ           |      |
| 氷属性男子とクールな同僚女子           | 2023年 | ゼロジー×リーベル      |      |
| 休日のわるものさん                     | 2024年 | シンエイ動画×SynergySP |      |
| 30歳まで童貞だと魔法使いになれるらしい | 2024年 | サテライト             |      |

### 実写化
| 作品                                   | 公開年 | 媒体   | 備考 |
| -------------------------------------- | ------ | ------ | ---- |
| 幸色のワンルーム                       | ドラマ | 2018年 |      |
| 30歳まで童貞だと魔法使いになれるらしい | ドラマ | 2020年 |      |
| 30歳まで童貞だと魔法使いになれるらしい | 映画   | 2022年 |      |
| おじさまと猫                           | ドラマ | 2021年 |      |
| クールドジ男子                         | ドラマ | 2023年 |      |